# Anauxesida longicornis
Anauxesida longicornis là một loài bọ cánh cứng trong họ Cerambycidae.